# Saint-Laurent-en-Grandvaux
Saint-Laurent-en-Grandvaux là một xã trong vùng hành chính Franche-Comté, thuộc tỉnh Jura, quận Saint-Claude, tổng Saint-Laurent-en-Grandvaux. Tọa độ địa lý của xã là 46° 34' vĩ độ bắc, 05° 57' kinh độ đông. Saint-Laurent-en-Grandvaux nằm trên độ cao trung bình là 905 mét trên mực nước biển, có điểm thấp nhất là 824 mét và điểm cao nhất là 1094 mét. Xã có diện tích 17.57 km², dân số vào thời điểm 1999 là 1767 người; mật độ dân số là 101 người/km².

## Thông tin nhân khẩu
| 1962  | 1968  | 1975  | 1982  | 1990  | 1999  |
| ----- | ----- | ----- | ----- | ----- | ----- |
| 1 321 | 1 523 | 1 674 | 1 735 | 1 781 | 1 767 |

## Địa điểm tham quan
Nhà thờ giáo khu được xây trong thế kỉ thứ 18.